# Maisons d'Artois
On a donné le nom de maison d'Artois, appellation qui tire son nom de l’apanage du comté d'Artois, à deux branches de la maison capétienne.

## Maison capétienne d'Artois
La Maison capétienne d'Artois est une branche issue de Robert Ier d'Artois (1216-1250), fils du roi de France Louis VIII le Lion et frère de Saint Louis, qui lui donna en apanage le comté d'Artois.

## Seconde maison d'Artois
La Seconde maison d'Artois est un rameau de la maison capétienne de Bourbon est issu de Charles X (1757-1836), fils de Louis de France (1729-1765), dauphin de France, et petit-fils de Louis XV, roi de France, qui lui attribua en apanage le comté d'Artois à sa naissance.
Il est à noter qu'aucune de ces deux branches ou rameaux n'a résidé en Artois.